# Calle de Bravo Murillo
La calle de Bravo Murillo es una calle de la ciudad española de Madrid. Su trayecto recorre los distritos de Chamberí y Tetuán en sentido sur-norte desde la glorieta de Quevedo, próxima al centro de la ciudad, hasta la plaza de Castilla.

## Historia y características

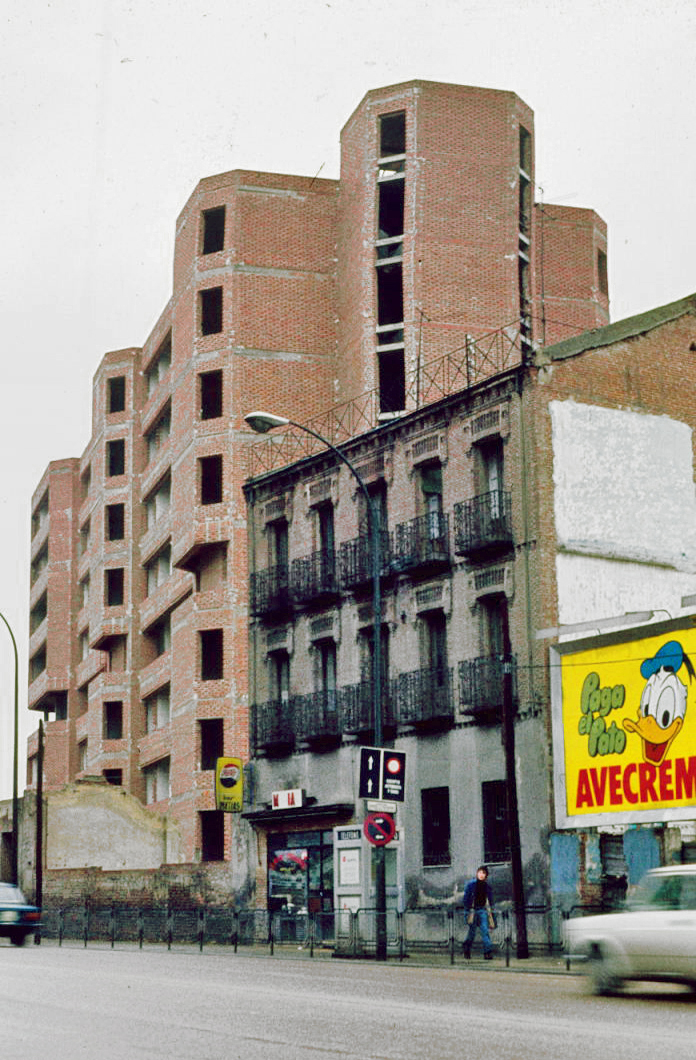
Final de la calle con el edificio de los juzgados de la plaza de Castilla aún en construcción, en 1977.

La parte norte de su trazado se corresponde parcialmente con un tramo de la antigua carretera Madrid-Irún, conocida popularmente como "la carretera mala de Francia", (así denominado hasta los años 1970), que saliendo de Madrid atravesaba Tetuán de las Victorias y Chamartín de la Rosa. La denominación de la calle, que data de 1875, hace memoria a Juan Bravo Murillo, político decimonónico liberal responsable de la construcción del Canal de Isabel II.
Esta calle está dividida en dos partes por la glorieta de Cuatro Caminos. Desde dicha glorieta hacia el sur, la parte más antigua y correspondiente al distrito de Chamberí, es de sentido único (norte a sur), y desde la glorieta hacia el norte, la parte más moderna, es de doble sentido.
Es una de las primeras calles bajo las cual discurren túneles de la red de Metro de Madrid. Concretamente desde 1924 en el tramo sur discurre el túnel de la línea 2, desde 1929 el túnel de la línea 1 en el tramo norte hasta la mitad del mismo y en 1961 hasta el final de la calle.